# Mistrovství světa ve sportovním lezení 2009
Mistrovství světa ve sportovním lezení 2009 (anglicky: IFSC Climbing World Championship, francouzsky: Championnats du monde d'escalade, italsky: Campionato del mondo di arrampicata, německy: Kletterweltmeisterschaft) se uskutečnilo jako desátý ročník 30. června — 5. července v Si-ningu (v provincii Čching-chaj) pod hlavičkou Mezinárodní federace sportovního lezení (IFSC), poprvé v Číně, závodilo se v lezení na obtížnost, rychlost a v boulderingu.

## Průběh závodů
Závody proběhly ve všech disciplínách standardně, jen při lezení na rychlost se výsledky vyhodnocovaly ještě zvlášť na druhé 15m trati.
Lezení na obtížnost v semifinále 26 závodníků od nejhoršího k nejlepšímu a obdobně finálová osmička. V lezení na rychlost kvalifikace na dvou cestách a poté šestnáct semifinalistů dle vyřazovacího pavouka. V boulderingu kvalifikace ve dvou skupinách po pěti bouldrech, poté postoupily dvě desítky nejlepších do semifinále (4 bouldry) a šest do finále (4 bouldry).

### Češi na MS
Adam Ondra zde získal svou první medaili (stříbrnou) na Mistrovství světa a převzal tak v lezení na obtížnost štafetu po předchozím mistru a medailistovi Tomáši Mrázkovi, který skončil na 18 místě. Libor Hroza skončil ve čtvrtfinále osmý v lezení na rychlost, jeho sestra Lucie Hrozová se těsně nedostala do semifinále v lezení na obtížnost a v lezení na rychlost skončila poslední v semifinálové šestnáctce. Jiné reprezentanty zde Česko nemělo.

### Výsledky mužů a žen
| obtížnost                 | obtížnost              | rychlost                  | rychlost              | bouldering                  | bouldering            |
| ------------------------- | ---------------------- | ------------------------- | --------------------- | --------------------------- | --------------------- |
| muži                      | ženy                   | muži                      | ženy                  | muži                        | ženy                  |
| 1. Patxi Usobiaga Lakunza | 1. Johanna Ernstová    | 1. Čung Čchi-sin          | 1. Che Cchuej-lien    | 1. Alexej Rubcov            | 1. Julija Abramčuková |
| 2. Adam Ondra             | 2. Kim Ča-in           | 2. Alexandr Nigmatulin    | 2. Che Cchuej-fang    | 2. Rustam Gelmanov          | 2. Olha Šalahina      |
| 3. David Lama             | 3. Maja Vidmar         | 3. Ivan Novikov           | 3. Chunhua Li         | 3. David Barrans            | 3. Anna Stöhr         |
|                           |                        |                           |                       |                             |                       |
| 4. Sači Amma              | 4. Juka Kobajašiová    | 4. Sergej Abdrachmanov    | 4. Edyta Ropek        | 4. Guillaume Glairon Mondet | 4. Mina Markovič      |
| 5. Sean McColl            | 5. Angela Eiterová     | 5. Ning Zhang             | 5. Xuhua Pan          | 5. Kilian Fischhuber        | 5. Akijo Noguči       |
| 6. Valerij Krjukov        | 6. Caroline Ciavaldini | 6. Sergej Sinicyn         | 6. Julija Levočkinová | 6. Sean McColl              | 6. Anna Galljamovová  |
| 7. Cédric Lachat          | 7. Barbara Bacher      | 7. Jevgenij Vajcechovskij | 7. Valentina Jurinová | —                           | —                     |
| 8. Tatsumi Nitta          | 8. Akijo Noguči        | 8. Libor Hroza            | 8. Olena Repko        | —                           | —                     |
|                           |                        |                           |                       |                             |                       |
| 18. Tomáš Mrázek          | 27. Lucie Hrozová      | —                         | 16. Lucie Hrozová     | —                           | —                     |
| 8 finalistů               | 8 finalistek           | 8/4 finalistů             | 8/4 finalistek        | 6 finalistů                 | 6 finalistek          |
| 26 semifinalistů          | 26 semifinalistek      | 16 semifinalistů          | 16 semifinalistek     | 20 semifinalistů            | 20 semifinalistek     |
| 78 mužů                   | 50 žen                 | 52 mužů                   | 34 žen                | 69 mužů                     | 51 žen                |

### Čeští Mistři a medailisté
| Disciplína | Lezec/lezkyně | Zlato | Stříbro          | Bronz |
| ---------- | ------------- | ----- | ---------------- | ----- |
| Obtížnost  | Adam Ondra    |       | Stříbrná medaile |       |

### Medaile podle zemí
| pořadí | stát               | Zlatá medaile | Stříbrná medaile | Bronzová medaile | celkem |
| ------ | ------------------ | ------------- | ---------------- | ---------------- | ------ |
| 1.     | Čína               | 2             | 1                | 1                | 4      |
| 1.     | Rusko              | 2             | 1                | 1                | 4      |
| 3.     | Rakousko           | 1             | 0                | 2                | 3      |
| 4.     | Španělsko          | 1             | 0                | 0                | 1      |
| 5.     | Česko              | 0             | 1                | 0                | 1      |
| 5.     | Jižní Korea        | 0             | 1                | 0                | 1      |
| 5.     | Kazachstán         | 0             | 1                | 0                | 1      |
| 5.     | Ukrajina           | 0             | 1                | 0                | 1      |
| 9.     | Slovinsko          | 0             | 0                | 1                | 1      |
| 9.     | Spojené království | 0             | 0                | 1                | 1      |

### Zúčastněné země
| 1.   | Španělsko         | Rakousko    | Čína             | Čína             | Rusko              | Rusko              |
| 2.   | Česko             | Jižní Korea | Kazachstán       | Polsko           | Spojené království | Ukrajina           |
| 3.   | Rakousko          | Slovinsko   | Rusko            | Rusko            | Francie            | Rakousko           |
| 4.   | Japonsko          | Japonsko    | Česko            | Ukrajina         | Rakousko           | Slovinsko          |
| 5.   | Kanada            | Francie     | Ukrajina         | Čínská Tchaj-pej | Kanada             | Japonsko           |
| 6.   | Ukrajina          | Rusko       | Maďarsko         | Česko            | Itálie             | USA                |
| 7.   | Švýcarsko         | Německo     | Čínská Tchaj-pej | Kazachstán       | Švýcarsko          | Belgie             |
| 8.   | Francie           | Švýcarsko   | Polsko           | Kyrgyzstán       | Nizozemsko         | Francie            |
| 9.   | Jižní Korea       | Itálie      | Itálie           | Švýcarsko        | Německo            | Itálie             |
| 10.  | Rusko             | Belgie      | Hongkong         | Belgie           | Španělsko          | Švýcarsko          |
| 11.  | Německo           | Česko       | Chorvatsko       | Itálie           | USA                | Jižní Korea        |
| 12.  | Slovinsko         | Indonésie   | Indonésie        | Indonésie        | Ukrajina           | Norsko             |
| 13.  | Itálie            | Čína        | Kyrgyzstán       | Japonsko         | Japonsko           | Nizozemsko         |
| 14.  | Norsko            | Norsko      | Slovinsko        | Slovinsko        | Bulharsko          | Švédsko            |
| 15.  | Nizozemsko        | Španělsko   | Švýcarsko        | Nový Zéland      | Slovinsko          | Kazachstán         |
| 16.  | Čína              | Kazachstán  | Lotyšsko         | —                | Norsko             | Německo            |
| 17.  | Bulharsko         | Nový Zéland | Indie            | —                | Jižní Korea        | Indonésie          |
| 18.  | Argentina         | Thajsko     | Kanada           | —                | Lotyšsko           | Čína               |
| 19.  | Portugalsko       | Brazílie    | Španělsko        | —                | Švédsko            | Thajsko            |
| 20.  | Švédsko           | Austrálie   | Bulharsko        | —                | Austrálie          | Spojené království |
| 21.  | Austrálie         | Gruzie      | Slovensko        | —                | Slovensko          | Nový Zéland        |
| 22.  | Lotyšsko          | Litva       | Gruzie           | —                | Kazachstán         | Singapur           |
| 23.  | Čínská Tchaj-pej  | —           | Nový Zéland      | —                | Gruzie             | Austrálie          |
| 24.  | Kazachstán        | —           | Kypr             | —                | Hongkong           | Čínská Tchaj-pej   |
| 25.  | Hongkong          | —           | —                | —                | Čína               | Hongkong           |
| 26.  | Nový Zéland       | —           | —                | —                | Čínská Tchaj-pej   | Litva              |
| 27.  | Indie             | —           | —                | —                | Portugalsko        | —                  |
| 28.  | Slovensko         | —           | —                | —                | Chorvatsko         | —                  |
| 29.  | Thajsko           | —           | —                | —                | Indonésie          | —                  |
| 30.  | Chorvatsko        | —           | —                | —                | Litva              | —                  |
| 31.  | Litva             | —           | —                | —                | Nový Zéland        | —                  |
| 32.  | Bělorusko         | —           | —                | —                | Thajsko            | —                  |
| 33.  | Gruzie            | —           | —                | —                | Kyrgyzstán         | —                  |
| 34.  | Severní Makedonie | —           | —                | —                | —                  | —                  |
| 35.  | Kypr              | —           | —                | —                | —                  | —                  |
| (44) | 35                | 22          | 24               | 15               | 33                 | 26                 |